# Wuchang Hu
Wuchang Hu (kinesiska: 武昌湖) är en sjö i Kina. Den ligger i provinsen Anhui, i den östra delen av landet, omkring 180 kilometer söder om provinshuvudstaden Hefei. Arean är 34 kvadratkilometer. Trakten runt Wuchang Hu består till största delen av jordbruksmark. Den sträcker sig 8,5 kilometer i nord-sydlig riktning, och 10,4 kilometer i öst-västlig riktning.
Genomsnittlig årsnederbörd är 2 045 millimeter. Den regnigaste månaden är maj, med i genomsnitt 323 mm nederbörd, och den torraste är januari, med 56 mm nederbörd.